# 南通礁

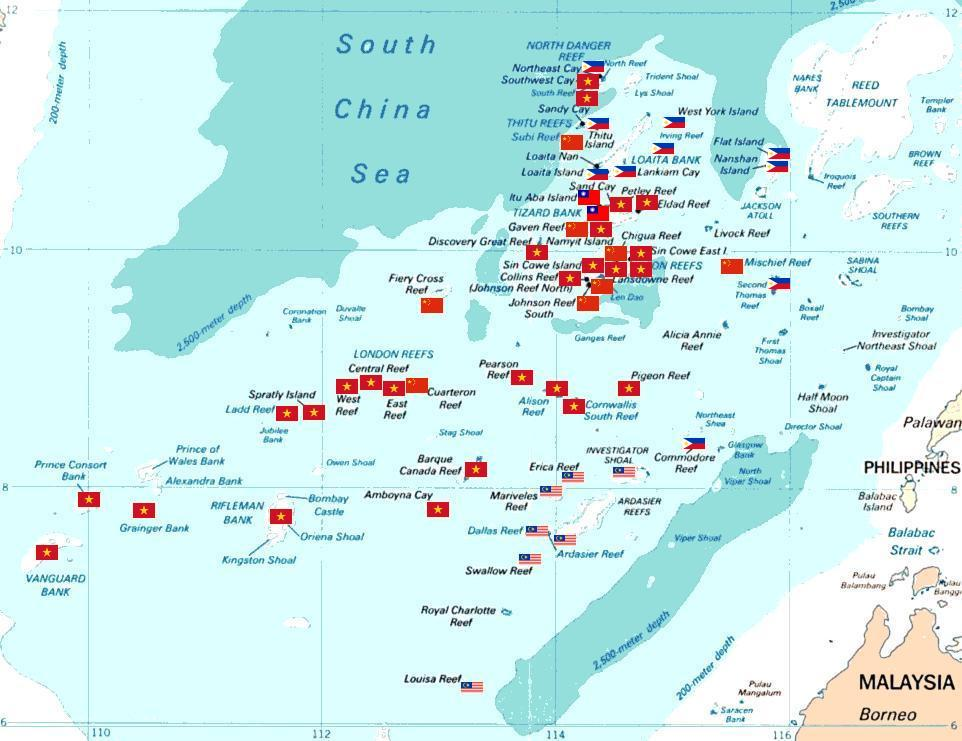
南沙諸島における南シナ海周辺諸国の実効支配状況

南通礁（中国名。英語：Louisa Reef、マレー語：Terumbu Semarang Barat Kecil）は、南沙諸島にある環礁である。現在、ブルネイ、中華人民共和国、中華民国（台湾）が主権を主張している。